# Герб Паневежиса
Герб Паневежиса (лит. Panevėžio herbas) — официальный символ города Паневежиса. Известен с конца XVIII века, современный вариант принят в 1993 году.

## Описание
В серебряном поле червлёные ворота с тремя башенками и над ними возвышающейся башней. Двери ворот, окна и оконечность щита чёрные.
Автор эталона Арвидас Каждайлис.

## История

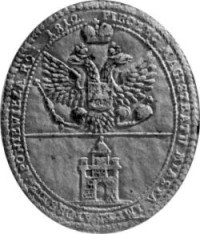
Печать городского магистрата, 1812 год.

Паневежис с 1565 года являлся административным центром Упитского уезда, но прав самоуправления и герба долгое время не имел. Герб, вероятно, появился в конце XVIII века, хотя данных о его утверждении нет. Но известно, что Паневежис в 1791 году создал собственный муниципалитет, используя декрет Четырехлетнего сейма о самоучреждении вольных городов. Муниципалитет и герб не были узаконены на государственном уровне из-за фактического развала государства (1792—1795 годы), поэтому, если городские власти и использовали герб, то неофициально, и на настоящий момент он известен по печатям городских органов власти уже более позднего времени, когда город был в составе Российской империи. На этих печатях был изображён двухчастный щит, в верхней половине которого помещался двуглавый орёл, в нижней — каменное здание с воротами. Описания герба не сохранилось, но, возможно, ворота и башня символизировали городские права. Этот герб использовался до тридцатых годов XIX века.
Герб Поневежа утверждён 6 апреля 1845 года вместе с другими гербами Ковенской губернии. Описание: «Щит разделён на две половины: в верхней герб Ковенский: в голубом щите памятник, воздвигаемый в воспоминание отечественной войны, 1812 г., с надписью „На начинающего Бог“; у подножия его две соединяющиеся между собой реки, в знак, что г. Ковно стоит при слиянии рек Немана и Вилии. В нижней, в серебряном поле, соха».
В ходе геральдической реформы Б.В. Кёне в 1861 году был создан, но не утверждён проект герба города: «В серебряном щите червлёный пояс, сопровождаемый сверху и снизу 2 чёрными лемехами».
В 1918-1919 годы образовался Паневежский муниципалитет, который использовал герб 1845 года, заменив обелиск (как символ Российской империи) на перекрещённые льняные пяди, символизирующие традиционный льняной промысел края. Вместо сохи в первые годы изображался плуг, но позже вернулись к сохе с двумя лемехами. Обе фигуры были расположены в одном поле. Вероятно, что первый вариант с плугом появился в конце 1919 года, а второй с сохой — в 1922 году. Герб использовался до 1940 года.

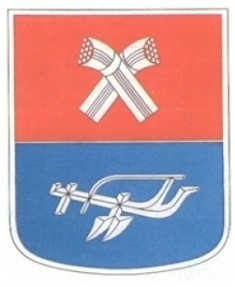
Герб 1969 года

В 1969 году Геральдическая комиссия Литвы утвердила несколько измененный герб: «щит пересечённый, в верхнем червлёном поле две перекрещённые серебряные льняные пяди, в нижнем лазурном поле серебряная соха». Автор эталона Арвидас Каждайлис. Этот герб спустя долгое время был утверждён 14 сентября 1987 года решением №246 исполкома Паневежского городского Совета народных депутатов.
При обсуждении в конце 1980-х гг. гербов города и района было решено, что самый первый герб с башней и воротами, как символизирующий городское самоуправление, будет использоваться как герб города, а предвоенный вариант с прядями льна и сохой, относящимися к сельскому хозяйству, перейдёт району.
Современный вариант утверждён Декретом президента Литовской Республики №52 от 11 мая 1993 года. 